# Mr. Jones
Mr. Jones er en amerikansk romantisk dramafilm fra 1993 instrueret af Mike Figgis og med Richard Gere i titelrollen som den maniodepressive Mr. Jones.

## Medvirkende
- Richard Gere
- Lena Olin
- Delroy Lindo
- Anne Bancroft